# رون ووكر (سياسي)
رون ووكر (بالإنجليزية: Ron Walker)‏ هو شخصية أعمال وسياسي أسترالي، ولد في 15 سبتمبر 1939 في ملبورن في أستراليا، وتوفي في 30 يناير 2018 بسبب سرطان. حزبياً، نشط في الحزب الليبرالي الأسترالي. وقد انتخب Mayor of Melbourne ‏ (1974 – 1976).